# Texananus decorus
Texananus decorus är en insektsart som beskrevs av Henry Fairfield Osborn och Ball 1897. Texananus decorus ingår i släktet Texananus och familjen dvärgstritar. Inga underarter finns listade i Catalogue of Life.